# 石鎮衡
石鎮衡，(10/1877-1946)，大韓帝國，朝鮮日治時代法學者、政治家、官僚。全羅南道，忠清南道知事。正四位勲三等。

## 略歴
生於朝鲜王朝京畿道，後往日本留學，1902年東京法學校畢業，畢業後歸國，先後就任法官養成所、京城専修學校法律學教官。
1906年，日本人梅謙次郎任韓國政府法律顧問，他充當通譯和不動産法調査會調査委員。
日韓合併後出任全羅南道參與官，1924年-1926年任忠清南道知事，1926-1929年任全羅南道知事，1929年退官。
之後歴任東洋拓殖監事、北鮮造酒社社長。

## 韓國的評價
2007年，韓國總統的直屬機關親日反民族行為真相糾明委員會，第2期3次調査中有110人被認為是親日派，他是其中一人。